# 比安佐内
比安佐内（義大利語：Bianzone）是意大利松德里奥省的一个市镇。总面积17平方公里，人口1279人，人口密度75.2人/平方公里（2009年）。国家统计（ISTAT）代码为014008。